# Fechtwaffe

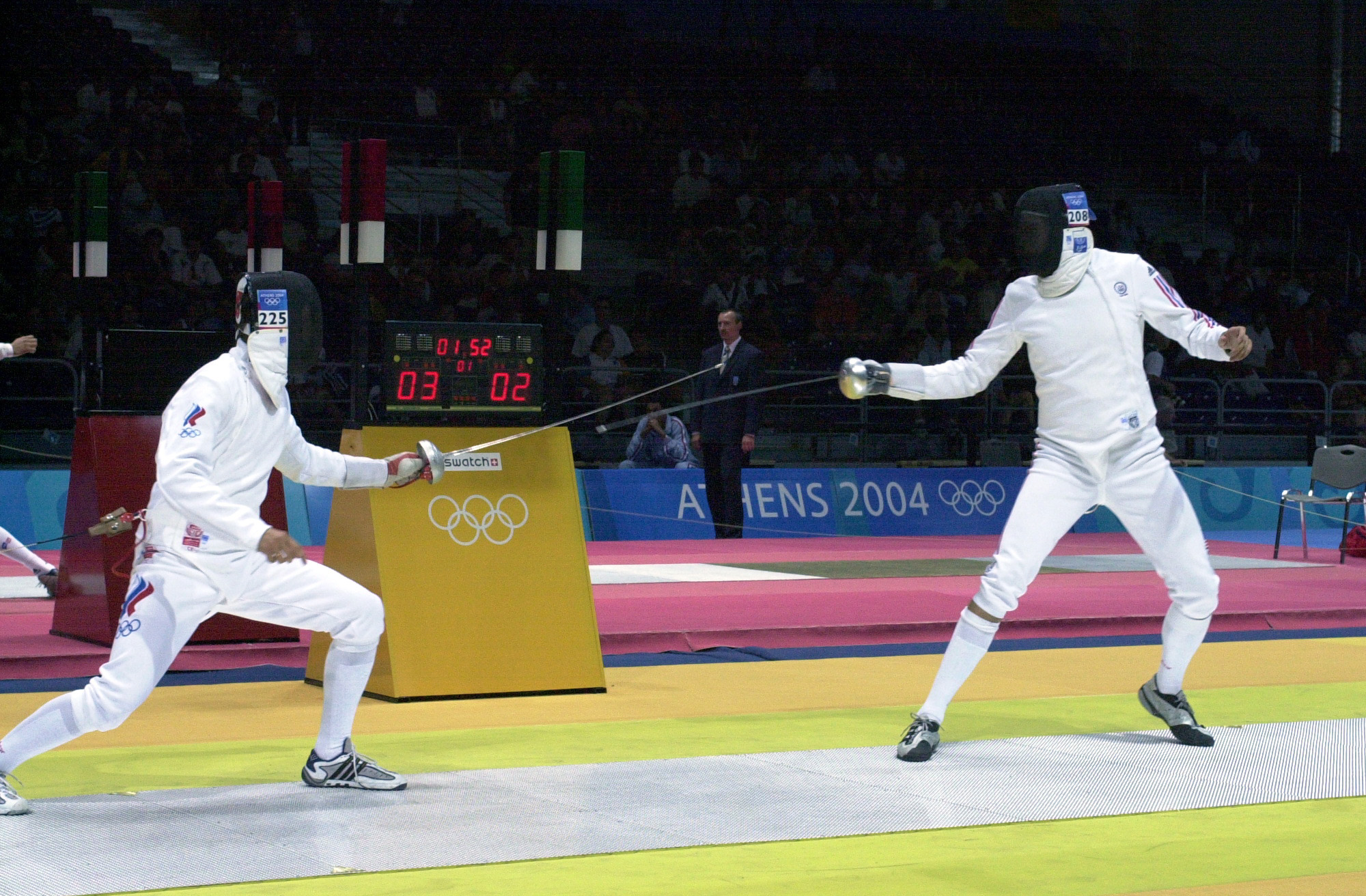
(Degen-)Fechten bei den Olympischen Sommerspielen 2004, Ivan Tourchine (Russland, links) gegen Weston Seth Kelsey (USA, rechts)

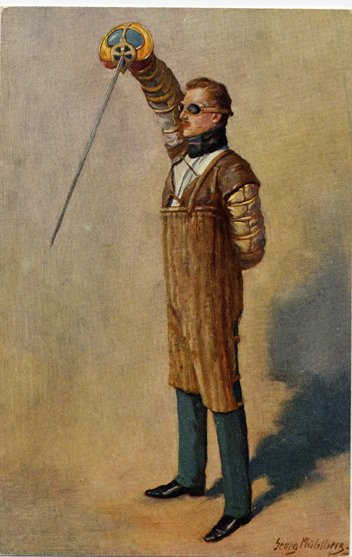
Georg Mühlberg „Der Herr Paukant“ – Darstellung eines Fechters einer studentischen Mensur mit Korbschläger in "verhängter Auslage"

Als Fechtwaffen bezeichnet man vergleichsweise leichte Blankwaffen, die im Zweikampf zum Fechten benutzt werden. Grundsätzlich wird bei den Fechtwaffen zwischen Stichwaffen und Hiebwaffen unterschieden.

## Beschreibung
Man unterscheidet militärische und sportliche Fechtwaffen. Der Unterschied besteht darin, dass militärische Fechtwaffen dazu konstruiert sind einem Gegner größtmöglichen körperlichen Schaden zuzufügen. Sportliche Fechtwaffen sind dazu konstruiert, beiden Kontrahenten größtmöglichen Schutz zu bieten. Sie haben sich bis heute zu modernen High-Tech-Geräten entwickelt.
Eine Besonderheit bilden die studentischen Fechtwaffen (Mensurwaffen). Die Klingen dieser Waffen sind scharf geschliffen, um den Gegner bei der Mensur zu verletzen (Schmiss). Andererseits ist der Handschutz (Korb) so ausgelegt, dass die Hände nicht verletzt werden können. Des Weiteren werden andere Körperteile durch Schutzkleidung besonders geschützt.

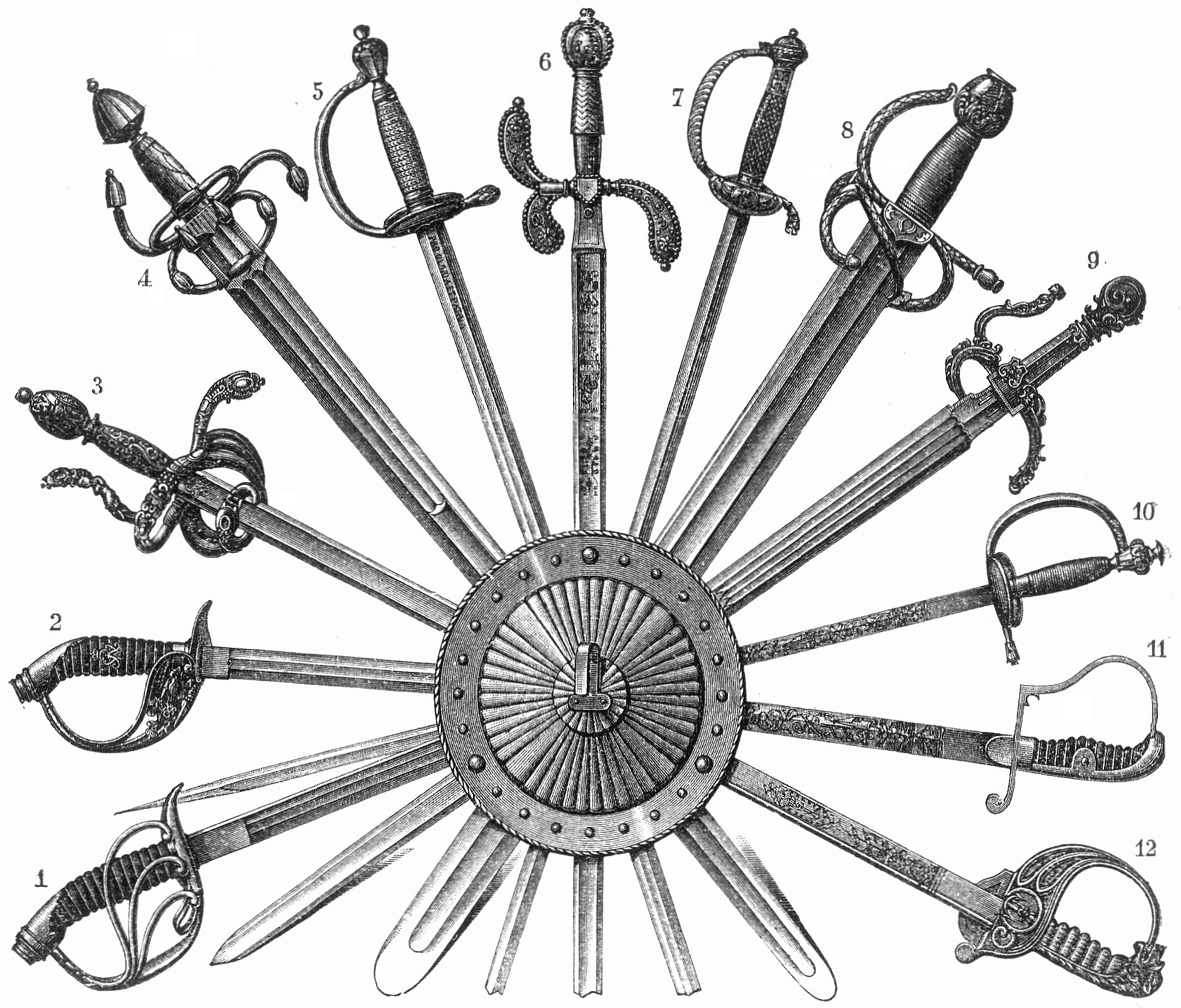
Historische Fechtwaffen
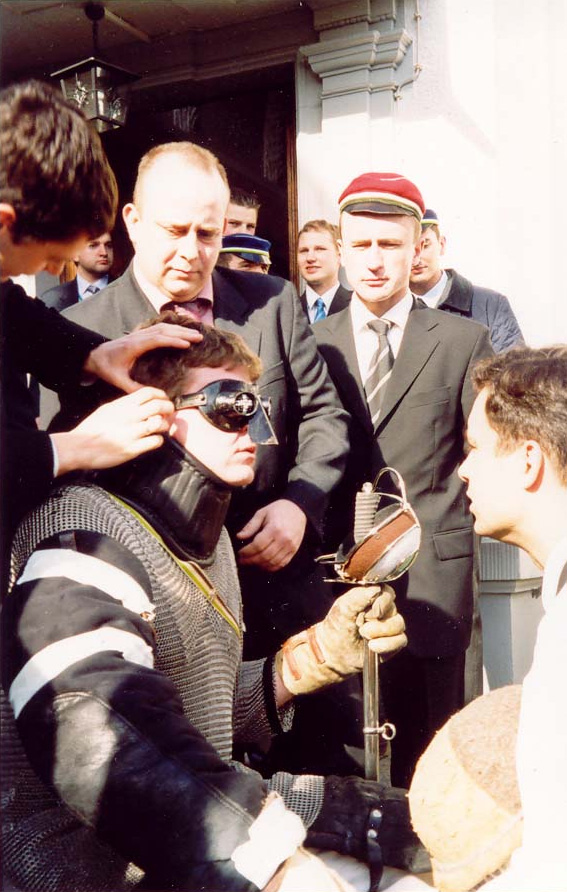
Besondere Schutzkleidung beim akademischen Fechten
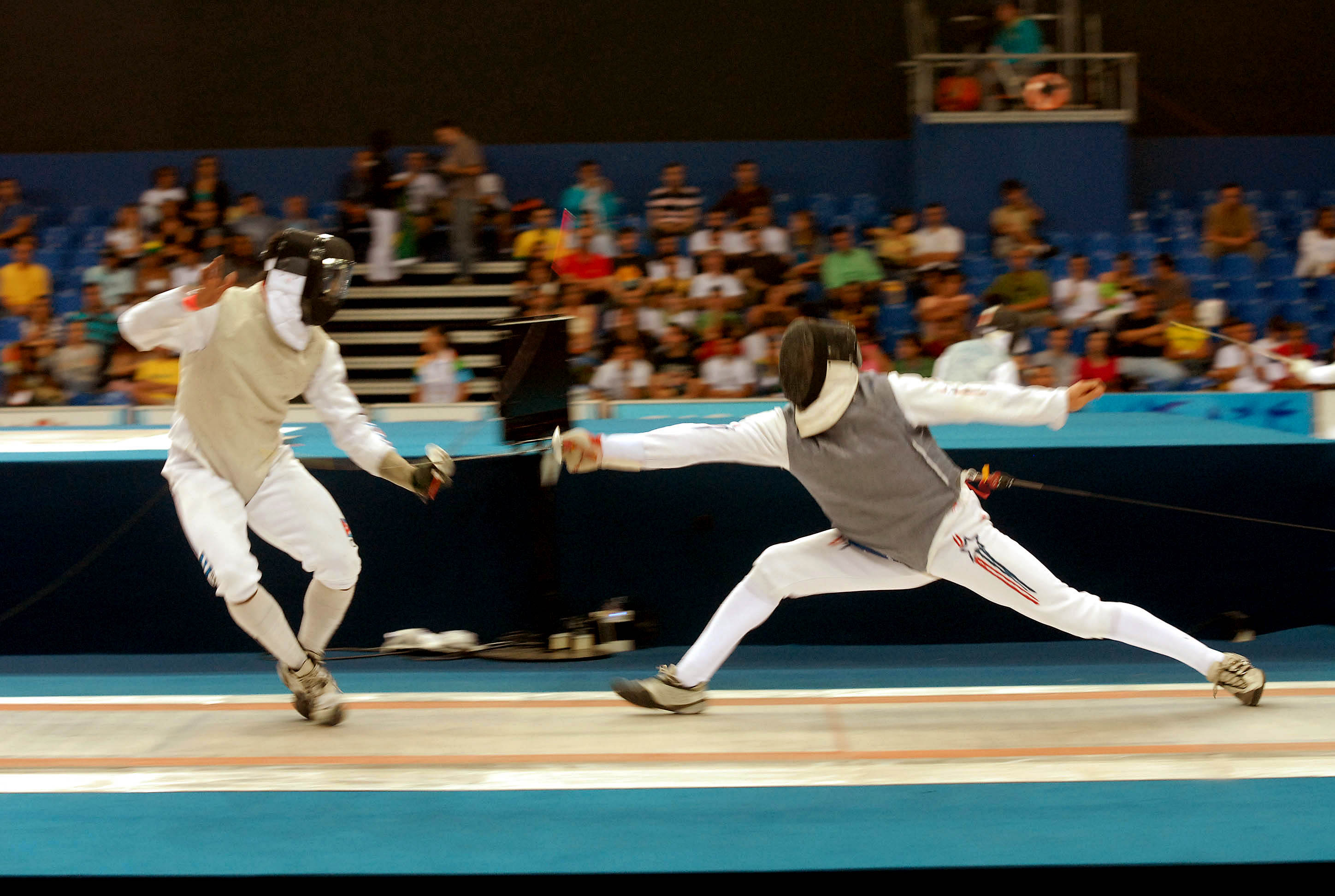
Wettkampf "Pan-americanos" Rio de Janeiro
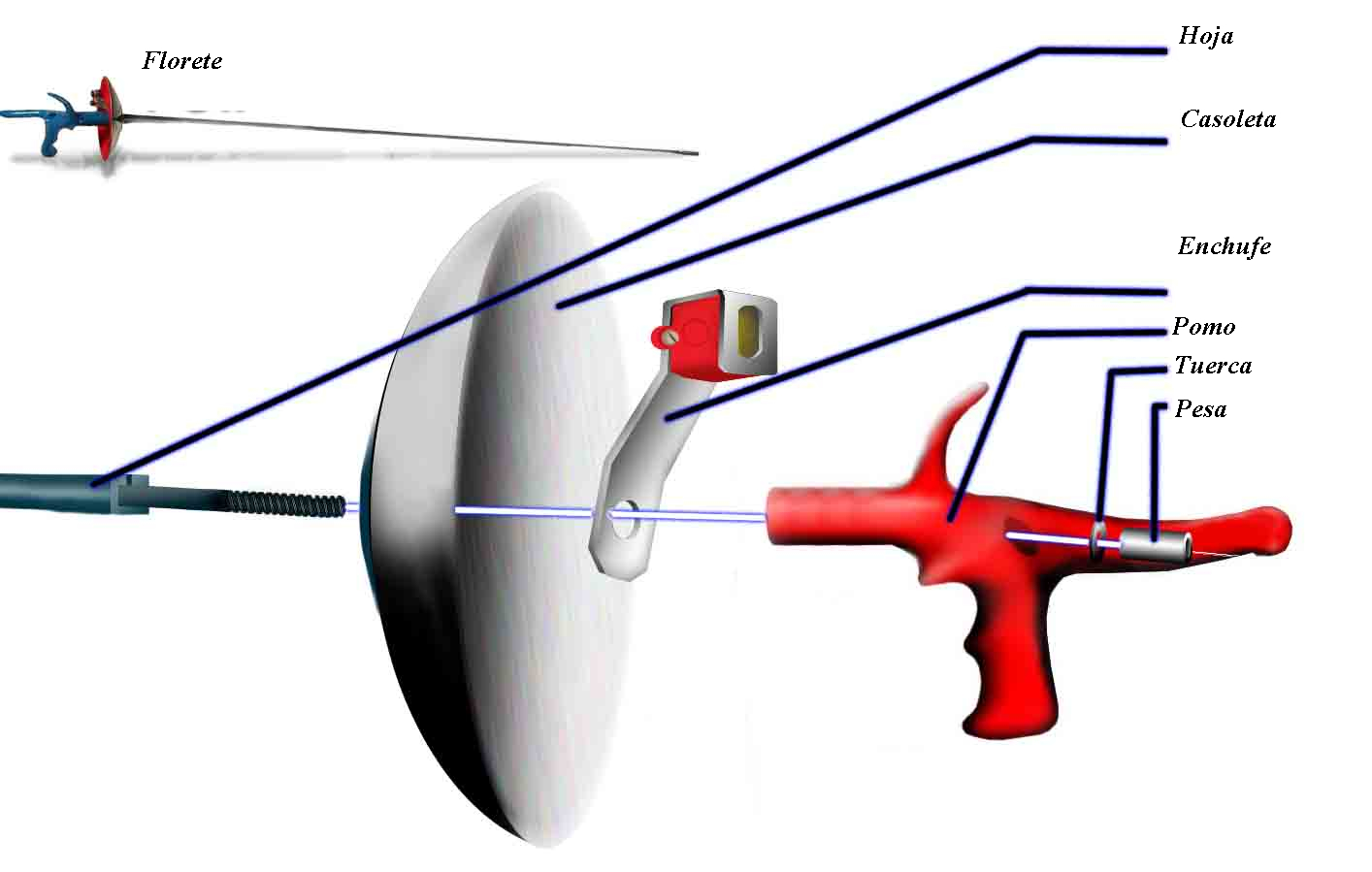
Moderne sportliche Fechtwaffe als High-Tech-Gerät

### Militärische Fechtwaffen
- Degen
- Säbel
- Dussack
- Schwert
- Langes Messer
- Dolch
- Rapier
- Parierdolch

### Sportliche Fechtwaffen
- Degen
- Florett
- Säbel im Sportfechten
- Fechtfeder

### Studentische Fechtwaffen
- Korbschläger
- Glockenschläger
- akademischer Säbel